# Philip Jennings
Philip Martin Jennings (nombre real Mikhail, alias Mischa; en ruso: Михаил/Миша) es un personaje ficticio y principal de la serie de televisión dramática estadounidense The Americans. El personaje fue creado por el showrunner Joe Weisberg y es interpretado por el actor Matthew Rhys.
Philip es un agente de la KGB que, junto con su esposa Elizabeth (interpretada por Keri Russell), se hace pasar por agente de viajes en Washington D. C.

## Trasfondo
Philip nació en Tobolsk bajo el nombre de Mikhail "Mischa" Andreiovich Petrov. Su padre murió cuando él tenía seis años; se desconoce la historia de su madre. Philip describe haber sido atacado por pandillas a una edad temprana mientras recolectaba leche en la ciudad. Un día se defendió y golpeó a uno de los abusones hasta matarlo. Cuando era adolescente, Philip salió con una joven rusa llamada Irina, quien compartió su sueño de unirse a la KGB. Cuando Philip fue aceptado en el Programa de Ilegales, Irina rompió con él y le dijo que conoció a otra persona. Más tarde, Irina también se unió a la KGB como agente encubierta en Europa. Philip entrenó durante varios años antes de conocer a "Elizabeth Korman", otra miembro del Programa de Ilegales, a quien se le asignó como esposa en Estados Unidos. Ambos se mudaron a Virginia en 1965 bajo identidades falsas y tuvieron dos hijos: Paige, nacida en 1967, y Henry, nacido en 1970.

## Personalidad
A lo largo de la serie, Philip ha expresado dudas sobre "la causa" para la que él y su esposa espían. Sin embargo, siguió comprometido y es uno de los agentes de campo más confiables de la KGB.
Si bien Philip creció en la pobreza como su esposa, su infancia fue diferente. Philip se enamoró de Irina cuando era joven y eso le hizo desarrollar un lado suave en su personalidad que Elizabeth detesta en los eventos que preceden a la serie. Philip es un padre muy atento y significa mucho para él asegurarse que sus hijos estén felices y bien cuidados.
Philip se enoja mucho con Paige cuando ella se vuelve muy religiosa, debido en parte a que está celoso de su creencia palpable en algo, y de que ella se vuelve irrespetuosa cuando sus padres no lo aprueban. Se muestra que es muy racional y sensato, pero es propenso a arrebatos emocionales poco frecuentes.
A Philip le encanta jugar al hockey con Henry y al ráquetbol con su amigo Stan Beeman. Aunque Stan ha jugado racquetball durante mucho más tiempo, Philip entiende el juego rápidamente y comienza a vencer a Stan con facilidad. A pesar de estos rasgos de carácter, los cuales sugieren que es "más suave" que Elizabeth, Philip también es un asesino despiadado.
En la temporada 3, comienza a asistir a las reuniones de EST por razones inicialmente desconocidas para él, pero luego se siente más en contacto con sus emociones. Sin embargo, cuando la temporada 3 llega a su fin, Philip se da cuenta de la negatividad de sus emociones y pensamientos, y siente que ya no puede trabajar para la KGB cuando se ve obligado a matar a un hombre para salvar a Martha. Es interrumpido cuando Elizabeth se enfoca en el discurso del Imperio del Mal de Ronald Reagan en lugar de él.
En la temporada 4 Philip sufre depresión. Se da cuenta de que no es tan importante como pensaba que era en la KGB. Además lidia con varias situaciones cuando Paige descubre sus actividades secretas como espía, al mismo tiempo que desaprueba la relación que ella tiene con Matthew Beeman, el hijo de Stan.

## Casting
Rhys habló sobre lo que le atrajo del papel de Philip: "Es como un regalo, es un papel que tiene muchas capas y múltiples facetas. Y cuando lo conoces, está en este gran punto de inflexión en su vida donde todo está cambiando para él. Simplemente puedes hacer todo. Puedes hacer kung-fu y puedes hacer las escenas emocionales. [...] Es el paquete completo para un actor. Es un sueño".

## Recepción
Por su interpretación, Rhys fue nominado a numerosos galardones: tres nominaciones a los Premios Primetime Emmy en la categoría mejor actor en una serie dramática (ganando uno), cinco nominaciones a los Critics' Choice Television Awards en la categoría mejor actor en serie de drama y cuatro nominaciones a los Television Critics Association Awards en la categoría logro individual en drama.